# Ernest Bai Koroma
Ernest Bai Koroma (* 2. října 1953 Makeni, Sierra Leone) je politik. Od roku 2007 do 2018 byl 4. prezidentem Sierry Leone.

## Mládí a politická kariéra
Po křesťanské základní škole v Makeni, střední škole v Magburace, studoval na University of Fourah Bay ve Freetownu, kde absolvoval studium v managementu v roce 1976. Učil na střední škole St. Francis v Makeni. V roce 1978 byl najat u Národní pojišťovny Sierra Leone. V roce 1985 nastoupil do společnosti Reliance Insurance Trust Corporation (Ritcorp), kde byl prezidentem a generálním ředitelem od roku 1988 do roku 2002.
Od roku 1970 byl členem politické strany All People's Congress (APC) a 24. března 2002 byl zvolen předsedou strany. Dne 24. května 2002 byl jmenován kandidátem APC v prezidentských volbách, ve kterých skončil na druhém místě s 22,3 % hlasů za Ahmadem Tejanem Kabbahem. Ve stejném roce byl zvolen do parlamentu.
V prezidentských volbách v roce 2007 byl znovu jmenován kandidátem za stranu All People's Congress. V prvním kole voleb, které se konalo 11. srpna, získal 44,3 % hlasů a jeho protikandidát Solomon Berewa ze strany SLPP obdržel 38,3 % hlasů. Druhé kolo se konalo 8. září a s 54,6 % hlasů proti 45,4 % byl zvolen prezidentem. Dne 17. září 2007, krátce po vyhlášení oficiálního volebního výsledku, byl inaugurován.
Dne 17. listopadu 2012 znovu vyhrál prezidentské volby a byl zvolen na další pět let. Stal se prvním prezidentem od konce občanské války v Sierra Leone, který byl zvolen opětovně. Zvítězil s 58,7 procenta hlasů proti J. Maada Biovi ze SLPP. Výsledky voleb byly vyhlášeny až teprve 23. listopadu 2012 poté, co opozice vyjádřila obvinění z podvodu. Volební komise pak přepočítala deset procent hlasů. Pozorovatelé považovali prezidentské volby, které se konaly poprvé bez podpory Organizace spojených národů, za svobodné a spravedlivé.
Ve funkci prezidenta ho vystřídal Julius Maada Bio po jeho vítězství v prezidentských volbách konaných 31. března 2018 a inauguraci měl 4. dubna 2018.
V prosinci 2023 byl Ernest Bay Koroma umístěn do domácího vězení po dvou dnech výslechu po událostech, ke kterým došlo 26. listopadu 2023 během demonstrací, které orgány Sierry Leone popsaly jako pokus o státní převrat.

## Vyznamenání
- velkokomtur Řádu republiky – Gambie, 2008[1]